# Exidia nigricans
Exidia nigricans är en svampart som först beskrevs av William Withering, och fick sitt nu gällande namn av P. Roberts 2009. Exidia nigricans ingår i släktet Exidia och familjen Auriculariaceae.   Inga underarter finns listade i Catalogue of Life.

## Källor

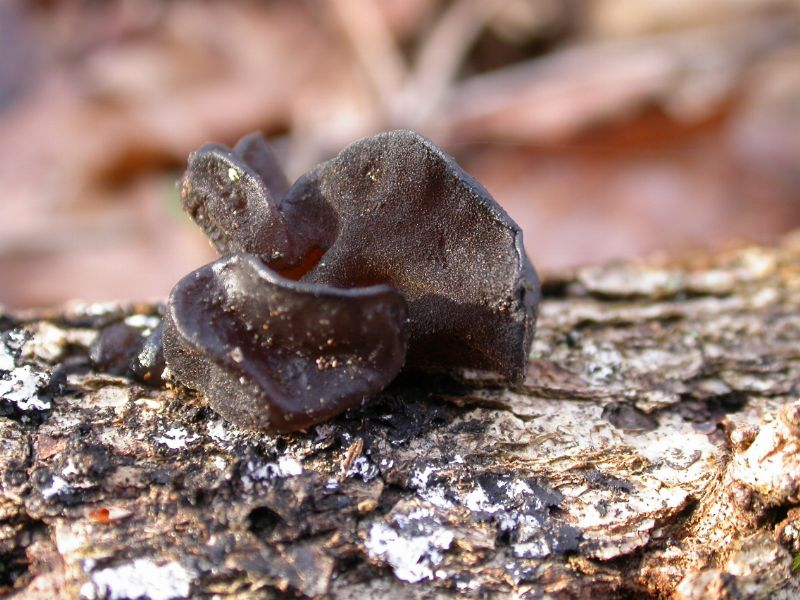